# Neopanorpa annamensis
Neopanorpa annamensis är en näbbsländeart som beskrevs av George W. Byers 1965. Neopanorpa annamensis ingår i släktet Neopanorpa och familjen skorpionsländor. Inga underarter finns listade i Catalogue of Life.